# Chilkat River
Der Chilkat River ist ein etwa 80 Kilometer langer Zufluss des Lynn Canals im Alaska Panhandle und im benachbarten British Columbia.
Den Ursprung des Chilkat River bildet der Gletscherrandsee des Chilkat-Gletschers in den Chilkoot Ranges in Kanada. Der Chilkat River fließt anfangs in überwiegend südwestlicher Richtung. Nach acht Kilometern überquert er die Grenze nach Alaska. Unterhalb der Einmündung des Kelsall River wendet er sich in Richtung Südsüdost. Ab Wells, wo der Tsirku River in den Chilkat mündet, verläuft der Haines Highway parallel zum Fluss und begleitet ihn bis zu dessen langgezogenen Ästuar am oberen Ende des Chilkat Inlet, einem Teil des Lynn Canal.

## Naturschutz
Am Unterlauf des Chilkat River befindet sich das Schutzgebiet Alaska Chilkat Bald Eagle Preserve mit der größten Weißkopfseeadler-Population der Erde.

## Name
Benannt ist der Fluss nach den Chilkat-Indianern, einer Gruppe der Tlingit.